# 한인환
한인환(韓鱗桓, 1914년 ~ 2009)은 대한민국의 팀파니 연주자이다. 함경남도에서 태어났으며, 연희전문학교를 졸업하였다. 김형준에게서 음악을 배웠다. 이후 서울교향악단을 거쳐 음협 및 한국교회음악협회에서 활약하였다. 피아니스트 한동일의 아버지이기도 하다.